# Чемпионат мира по горнолыжному спорту 2015
43-й чемпионат мира по горнолыжному спорту (англ. FIS Alpine World Ski Championships 2015) проходил на американских горнолыжных курортах Вейл и Бивер-Крик в штате Колорадо со 2 по 15 февраля 2015 года. 10 стартов из 11 прошли в Бивер-Крике, и лишь командные соревнования были проведены в Вейле. Титульный спонсор чемпионата — Audi.
Единственный чемпионат мира по горнолыжному спорту за пределами Европы в первой четверти XXI века.

## Общая информация

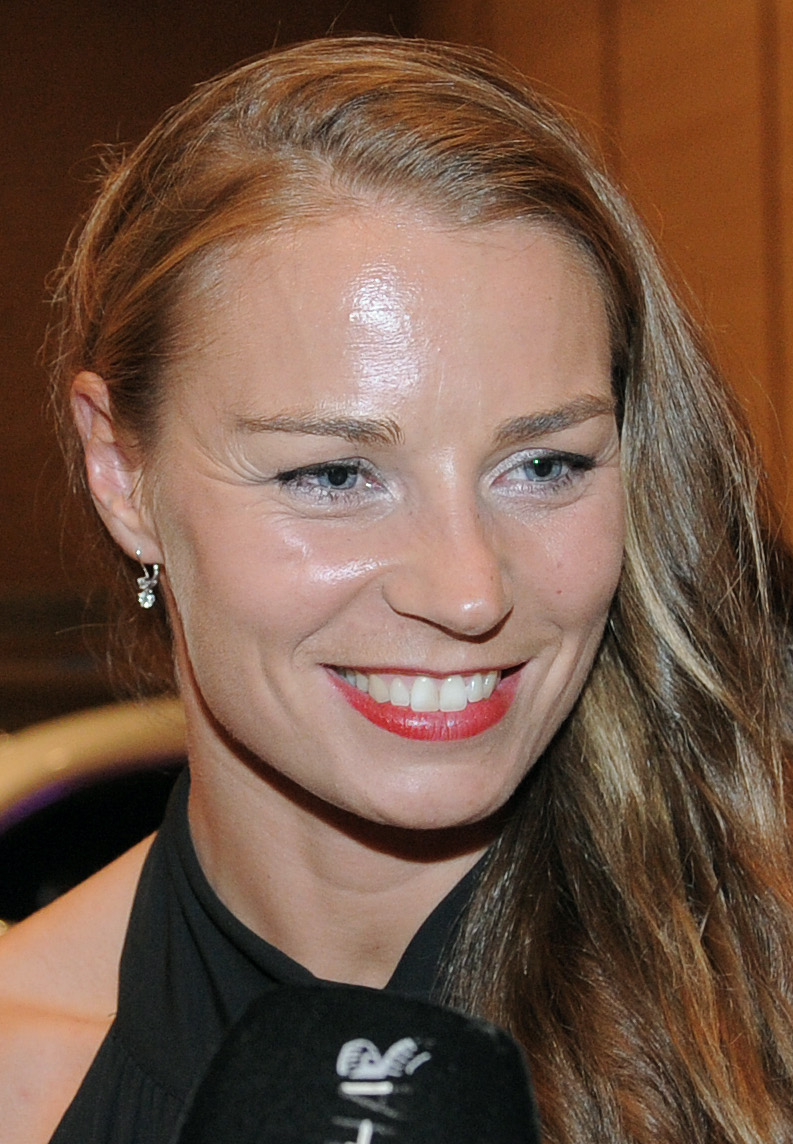
Тина Мазе из Словении сумела выиграть три медали на втором чемпионате мира подряд (фото 2014 года)

Вейл принимал чемпионат мира 1989 года, а в 1999 году Вейл и Бивер-Крик совместно принимали чемпионат мира (семь стартов, включая все женские, прошли в Вейле и три — в Бивер-Крике).
Выборы места проведения чемпионата мира 2015 года состоялись 3 июня 2010 года на конгрессе ФИС в Анталье. Американская заявка получила 8 голосов, опередив заявки итальянской Кортины-д’Ампеццо (4 голоса) и швейцарского Санкт-Морица (3 голоса). Все три финалиста голосования также претендовали ранее на проведение чемпионата мира 2013 года, но предпочтение тогда было отдано австрийскому Шладмингу. Санкт-Мориц позднее получил право проведения чемпионата мира 2017 года.
2 февраля состоялись только тренировка женского скоростного спуска и церемония открытия турнира, первые медали были разыграны 3 февраля, когда женщины соревновались в супергиганте.
По сравнению с чемпионатом мира 2013 года был несколько изменён порядок проведения дисциплин. Скоростной спуск был проведён сразу после супергиганта перед суперкомбинацией, тогда как на прошлом чемпионате после супергиганта горнолыжники соревновались в суперкомбинации. В остальном в порядке проведения изменений не было.
Больше всего наград, в том числе золотых, выиграли представители Австрии. Двукратными чемпионами мира стали австрийцы Марсель Хиршер и Анна Феннингер. Также два золота выиграла лидер Кубка мира 2014/15 словенка Тина Мазе, которая довела общее количество своих наград чемпионатов мира до 9 (4 золотые медали и 5 серебряных). На последних трёх чемпионатах мира (2011, 2013 и 2015) Мазе выиграла серебро или золото в 8 из 15 личных дисциплин, при этом ни в одном из 15 стартов она не опускалась ниже 11-го места. Американец Тед Лигети выиграл гигантский слалом на третьем чемпионате мира подряд, всего на счету Лигети пять титулов чемпиона мира. 19-летняя Микаэла Шиффрин защитила свой титул чемпионки мира в слаломе 2013 года.

## Медалисты

### Мужчины
| Дисциплина                      | Дата       | Золото                   | Серебро                 | Бронза                    |
| Скоростной спуск см. подробнее  | 7 февраля  | Патрик Кюнг Швейцария    | Трэвис Ганонг США       | Беат Фойц Швейцария       |
| Супергигант см. подробнее       | 5 февраля  | Ханнес Райхельт Австрия  | Дастин Кук Канада       | Адриен Тео Франция        |
| Гигантский слалом см. подробнее | 13 февраля | Тед Лигети США           | Марсель Хиршер Австрия  | Алексис Пентюро Франция   |
| Слалом см. подробнее            | 15 февраля | Жан-Батист Гранж Франция | Фриц Допфер Германия    | Феликс Нойройтер Германия |
| Суперкомбинация см. подробнее   | 8 февраля  | Марсель Хиршер Австрия   | Хьетиль Янсруд Норвегия | Тед Лигети США            |

### Женщины
| Дисциплина                      | Дата       | Золото                 | Серебро                      | Бронза                           |
| Скоростной спуск см. подробнее  | 6 февраля  | Тина Мазе Словения     | Анна Феннингер Австрия       | Лара Гут Швейцария               |
| Супергигант см. подробнее       | 3 февраля  | Анна Феннингер Австрия | Тина Мазе Словения           | Линдси Вонн США                  |
| Гигантский слалом см. подробнее | 12 февраля | Анна Феннингер Австрия | Виктория Ребенсбург Германия | Джессика Линделль-Викарбю Швеция |
| Слалом см. подробнее            | 14 февраля | Микаэла Шиффрин США    | Фрида Хансдоттер Швеция      | Шарка Страхова Чехия             |
| Суперкомбинация см. подробнее   | 9 февраля  | Тина Мазе Словения     | Николь Хосп Австрия          | Михаэла Кирхгассер Австрия       |

### Команды
Курсивом выделены запасные, ни разу не выходившие на старт во время командного первенства
| Дисциплина                         | Дата       | Золото | Серебро                                                                                              | Бронза |
| Командное первенство см. подробнее | 10 февраля | Австрия · Ева-Мария Брем · Михаэла Кирхгассер · Марсель Хиршер · Кристоф Нёзиг · Николь Хосп · Филипп Шёргхофер | Канада · Кэндес Кроуфорд · Эрин Милзински · Фил Браун · Тревор Филп · Мари-Пьер Префонтен · Эрик Рид | Швеция · Мария Пиетиля Хольмнер · Анна Свенн-Ларссон · Маттиас Харгин · Андре Мюрер · Сара Хектор · Маркус Ларссон |

### Общее количество медалей
| №  | Страна    | Золото | Серебро | Бронза | Всего |
| -- | --------- | ------ | ------- | ------ | ----- |
| 1  | Австрия   | 5      | 3       | 1      | 9     |
| 2  | США       | 2      | 1       | 2      | 5     |
| 3  | Словения  | 2      | 1       | 0      | 3     |
| 4  | Швейцария | 1      | 0       | 2      | 3     |
| 4  | Франция   | 1      | 0       | 2      | 3     |
| 6  | Германия  | 0      | 2       | 1      | 3     |
| 7  | Швеция    | 0      | 1       | 2      | 3     |
| 8  | Канада    | 0      | 2       | 0      | 2     |
| 9  | Норвегия  | 0      | 1       | 0      | 1     |
| 10 | Чехия     | 0      | 0       | 1      | 1     |